# Ніколаєв Іван Стефанович

Іван Стефанович Ніколаєв (біл. Іван Стэфанавіч Нікалаеў; 28 травня 1916 — 11 квітня 1945) — радянський військовий льотчик, Герой Радянського Союзу (1946, посмертно).

## Біографія
Народився 28 травня 1916 року в місті Климовичі (нині Могильовська область Білорусі) у сім'ї службовця. Білорус. Закінчив сім класів.
У Червоній Армії з 1934 року. В 1939 році закінчив Борисоглібську військову авіаційну школу.
На фронтах німецько-радянської війни з листопада 1942 року. Командир ескадрильї 90-го гвардійського штурмового авіаційного полку (4-а гвардійська штурмова авіаційна дивізія, 5-а повітряна армія, 2-й Український фронт) гвардії майор Ніколаєв здійснив 135 бойових вильотів, причому в 109 з них він був провідним груп, завдав противнику значних втрат. Загинув при виконанні чергового бойового завдання 11 квітня 1945 року в районі селища Ланжгот (7,5 км півд.-схід. м. Бржецлав Чехословаччина).
15 травня 1946 року Миколаєву І. С. присвоєно звання Героя Радянського Союзу (посмертно).

## Нагороди
Був також нагороджений орденом Леніна, двома орденами Червоного Прапора, орденом Богдана Хмельницького 3-го ступеня, орденом Олександра Невського, орденом Вітчизняної війни 1-го ступеня та медалями.